# Mount Weininger
Mount Weininger är ett berg i Antarktis. Det ligger i Västantarktis. Argentina, Chile och Storbritannien gör anspråk på området. Toppen på Mount Weininger är 1 970 meter över havet.
Terrängen runt Mount Weininger är kuperad åt sydväst, men åt nordost är den platt. Trakten är obefolkad. Det finns inga samhällen i närheten. 